# Список цветов в X11

В оконной системе X Window System определена цветовая схема, которая определяет соответствие имени цвета и его цветового значения RGB. Цветовая схема X11 указана в текстовом файле, хранящем строки в виде имя цвета — значение цвета в RGB. Данный файл устанавливается вместе с X11, и, как правило, расположен по адресу <X11root>/lib/X11/rgb.txt.
Список, приведенный ниже, отображает цвета сортированные по значению RGB.
Первые версии браузеров Mosaic и Netscape Navigator использовали цвета X11 для списка веб-цветов, так как программы использовали систему X Window.

## Конфликт цветовых схем X11 и W3C
Пожалуй, самый необычный конфликт определения цветов касается определения серого цвета в X11 и W3C. В HTML «gray»(серый) определяется в RGB как 127,127,127 (50 %), в то же время в X11, «gray» соответствует RGB-значениям 190,190,190 (75 %), что ближе к цвету «silver»(серебряный) в HTML. Так как цвет «lightgray»(светло-серый) определен значениями (211,211,211), а «darkgray»(темно-серый) значениями (169,169,169), то цвет «gray» (50 %) в HTML, отображается намного темнее чем «darkgray» (66 %).
| Название цвета | цвет X11 | цвет X11 | цвет X11 | цвет X11 | цвет W3C | цвет W3C | цвет W3C | цвет W3C |
| Название цвета | Образец  | красный  | зелёный  | синий    | Образец  | красный  | зелёный  | синий    |
| -------------- | -------- | -------- | -------- | -------- | -------- | -------- | -------- | -------- |
| «Gray»         |          | 75 %     | 75 %     | 75 %     |          | 50 %     | 50 %     | 50 %     |
| «Green»        |          | 0 %      | 100 %    | 0 %      |          | 0 %      | 50 %     | 0 %      |
| «Maroon»       |          | 69 %     | 19 %     | 38 %     |          | 50 %     | 0 %      | 0 %      |
| «Purple»       |          | 63 %     | 13 %     | 94 %     |          | 50 %     | 0 %      | 50 %     |

В W3C так же определен цвет «lime», который эквивалентен цвету «green» в X11.